# ادگار ویلمز
ادگار ویلمز (انگلیسی: Edgar Willems) (زاده ۱۸۹۰ در بلژیک، درگذشته به ۱۹۷۸ در فرانسه)، موسیقیدان بلژیکی بود. وی یکی از بزرگترین مربیان موسیقی کودک و از پیشگامان آن در جهان است.

## آموزش موسیقی به کودکان
ویلمز معتقد بود آموزش موسیقی قبل از تولد و در «رحم» مادر شکل می‌گیرد. در سیستم «ویلمز» دو عامل کودک و خانواده اهمیت دارد. بنا به اعتقاد «ویلمز» فعالیت‌های جدی آموزشی در زمینه موسیقی را تا قبل از ۶ سالگی نباید به کودک آموزش داد، اما کودک تا ۶ سالگی باید از نظر شناخت و درک مفاهیم و بنیان‌های موسیقی یک موسیقیدان بشود. بنیان‌های اساسی موسیقی از نظر «ویلمز»، عبارتند از: ریتم، ملودی و هارمونی. او عقیده داشت، برای یافتن این سه عنصر باید آن‌ها را در طبیعت و اجتماع جستجو کرد و در اختیار کودک گذاشت. در این روش، هیچ ساز مخصوص کودکان وجود ندارد. مگر اینکه کودک خود آن را کشف نماید. ضمن اینکه تمامی سازهای موجود می‌بایست در اختیار کودک باشد تا او بتواند بر اساس گرایش و روحیاتش ساز را انتخاب کند. «ویلمز» شروع آموزش خود را به جای مدارس در مهد کودک‌ها، متمرکز می‌نماید.
ویلمز در کتاب بنیان‌های آموزش موسیقی (فرانسوی: Les bases psychologiques de l'éducation musicale) که ویژه آموزش موسیقی به کودکان است می‌نویسد:
«در ابتدای آموزش موسیقی، به هیچ وجه نباید بیش از اندازه شکوفه‌های تازه شکفته را مورد مراقبت و وسواس قرار داد. از نتایج به دست آمده سطحی نیز، به ویژه نتایجی که از نوازندگی ساز به دست می‌آیند می‌بایست دوری جست. در حقیقت پیشرفت در تکنیک نوازندگی بدون موزیکالیته، به مثابه گیاهی است که ریشه‌هایش توانایی تأمین غذای گل‌های خود را ندارد. بدین‌ترتیب هنرجویان حساس‌تر، احساس می‌کنند که کاری را انجام می‌دهند که بیش‌تر از حد توان آن‌هاست و به همین دلیل اغلب تا جزیی‌ترین موارد محتاج مربی هستند؛ بنابراین، در این نوع آموزش، بیش‌تر راست و ریس کردن مواد آموزشی مهم می‌گردد تا خود آموزش. بسیار مهم است که کودک قبل از آن‌که عوامل موسیقایی را به صورت آگاهانه بشناسد، با آن‌ها زندگی کرده باشد. ما به جرئت می‌گوییم که بخش غم‌انگیز آموزش و به هر حال مشکل عظیم آن، در چگونگی گذر از زندگی غریزی و طبیعی به زندگی آگاهانه و شعوری، نهفته‌است. این برزخ که در تمام مراحل آموزشی وجود دارد می‌بایست به‌طور طبیعی منجر به سه مرحله تکاملی خود یعنی مرحله ناخودآگاه، سرآغاز خودآگاهی و مرحله آگاهانه بشود. یا به عبارت دیگر، بتواند فرایند ناخودآگاهی، مرحله تجزیه و تحلیلگری و فرایند خودآگاهی را به‌طور کامل به سرانجام برساند.»
به زعم ویلمز، نقطه آغازین در آموزش پدیده «صوت» است. صدا می‌تواند تأثیرات شنیداری را با حرکات بدن تلفیق کند. ویلمز بر جنبه‌های روان شناختی در آموزش موسیقی و نیز المان‌های طبیعی انسان مانند صدا و حرکات تأکید فراوان می‌کند. او بر این باور است که موسیقی بر پرورش گوش و امر شنیدن تأکید فراوان دارد؛ آموزش بنیان‌های موسیقی باید بر اساس المان‌های طبیعی که در انسان موجود است مانند زبان، حس، حرکات بدن و تمایل انسان به هماهنگ شدن با محیط، برانگیخته و آموزش داده شوند. همچنین یک نگاه روانشناسانه در پشت این آموزش وجود داشته باشد. در این راستا گوش موسیقایی از طریق شنیدن باید پرورش پیدا کند.

## آموزش متد و ترجمه در ایران
متد آموزشی ویلمز برای موسیقی کودکان در ایران چندان شناخته شده نیست، اما کتاب بنیان‌های آموزش موسیقی توسط مهران پورمندان ترجمه شده‌است.